# František Jezdinský
František Jezdinský (19. dubna 1922 v Praze - 18. července 2019) byl zakladatel České manažerské asociace a autor soutěže Manažer roku.

## Osobní život
Za války byl „totálně nasazen“ v Německu, po válce, po absolvování VŠE, byl zaměstnán na generálním ředitelství všeobecného strojírenství, odkud byl v rámci „Akce 77 000“ nasazen do výroby jako chladírenský montér. Po čtyřech letech se vrací ke své profesi a nastupuje na ministerstvo stavebnictví jako vedoucí ekonom. Po založení Ústavu vzdělávání ve stavebnictví zakládá a stává se vedoucím katedry řízení, kde odpovídá za přípravu a vzdělávání vedoucích pracovníků resortu. V roce 1968 spoluzakládá se skupinou významných hospodářských osobností Svaz řídících pracovníků a stává se jeho generálním tajemníkem (prezident Svazu byl pozdější ministr Grégr). Po politickém rozpuštění Svazu (v rámci normalizace) přechází na ČKVŘ (Český komitét pro vědecké řízení), kde zakládá a řídí pražskou organizaci ČKVŘ. V rámci široké likvidace nepolitických společenských organizací přechází na Ústřední ústav národohospodářského plánování jako tajemník výzkumného programu, později náměstek ředitele Rady ekonomického výzkumu.
Po listopadové revoluci odchází do důchodu a plně se věnuje otázkám managementu, jeho organizaci, zejména pak pomáhá k poznání a uplatňování moderních forem a metod managementu. Ve své mimoslužební a zájmové činnosti se věnuje jednak seniorskému hnutí (v letech 1998–2007 byl členem výkonného výboru Evropské seniorské unie v Bruselu), jednak literární činnosti.

## Základy managementu v Česku
V roce 1992 s využitím zkušeností ze Svazu řídících pracovníků, připraví a organizuje založení České manažerské asociace, kde působí první dva roky ve funkci jako vedoucí tajemník. Je autorem a prvním organizátorem soutěže Manažer roku.
Během své funkce inicioval ustavení Manažerského svazového fondu, (hospodářské organizace ČMA) kde byl krátce po jeho založení ředitelem. Ve spolupráci s ČKVŘ zakládá Manažerský seniorský klub.
Za svou aktivní a tvůrčí činnost byl jmenován čestným členem ČMA a dvojnásobným (roky 1993 a 2007[zdroj?]) nositelem čestného odznaku Manažer roku. V roce 2013 byl uveden do Síně slávy České manažerské asociace.

## Umělecká tvorba
Napsal libreto k operetě Veronika (uvedeno v Teplicích v roce 1955), televizní hru Talisman a několik menších textů. Pracoval na aktualizaci libreta muzikálu Poustevník, napsaném na vlastní námět, který získal přední cenu v celostátní soutěži vypsané Svazem československých skladatelů. K jeho devadesátým narozeninám vyšla kniha povídek Rozverné historky z minulého století ISBN 978-80-260-3866-5.